# Замок Глэмис
Замок Глэмис (англ. Glamis Castle) — шотландский замок, который расположен рядом с деревней Гламс, в округе Ангус, в Шотландии. Ранее крепость считалась королевским охотничьим домиком. Резиденция семейства Боуз-Лайон, графов Стратмор и Кингхорн.

## История
Замысел о постройке замка Глэмис был предоставлен сэру Джону Лиону, королём Робертом II в 1372 году.
Замок был построен в 1376 году. В XV веке здание было значительно перестроено, добавлены башни, но самые большие изменения произошли в XVII—XVIII веках, когда замок перестали использовать как оборонительное сооружение.
В замке Глэмис прошло детство матери королевы Елизаветы II, Елизаветы Боуз-Лайон; также здесь родилась младшая сестра королевы — принцесса Маргарет. Ныне замок принадлежит внучатому племяннику королевы графу Стратмор и частично открыт для посещения общественности. В одном крыле замка расположен музей, другое крыло служит жилищем для хозяев замка.

## Легенды и мифы
Говорят, что король Малкольм II был убит в Глэмисе в XI веке. Леди Джанет Дуглас, вдова лорда Глэмиса, была сожжена на костре как ведьма в 1540 году Яковом V. Также легенды гласят, что в замке была секретная комната, в которой дворяне играли в карты с самим дьяволом.